# Luigi Scarfiotti
Luigi Scarfiotti (Torino, 30 aprile 1891 – Roma, 25 gennaio 1974) è stato un politico, ingegnere e pilota automobilistico italiano.

## Biografia
Ingegnere e industriale, figlio di Lodovico Scarfiotti, cofondatore e primo presidente della FIAT, sedette alla Camera per tre legislature (XXVIII, XXIX, XXX). Dal 13 febbraio al 25 luglio 1943 fu sottosegretario al Ministero delle comunicazioni del governo Mussolini.
Appassionato di automobilismo, partecipò più volte alla Mille Miglia. Fu il padre di Ludovico, anch'egli pilota.